# Angel Wicky
Angel Wicky (Pelhřimov, 1991. április 8. –) cseh pornószínésznő, modell, playmate, énekes, rendező és előadóművész.

## Pályafutása
Kiskorában művészeti iskolába járt, ahol zenét, táncot és művészetet tanult, majd a konzervatóriumi évek után a brnói Masaryk Egyetemen végzett. 16 éves korában készíttette az első akt képeit, de a pornózással meg kellett várnia amíg betöltötte a 18. életévét. 2009-ben indult felnőtt filmes karrierje, ami azóta is töretlenül ível felfelé. 2012 óta számos filmjét saját maga rendezte. A pornószakma egyik legnyíltabb szereplője, rendszeresen posztol a Facebook és a Twitter oldalaira. Rendkívül nyílt a rajongóival, a kérdéseikre személyesen szokott válaszolni. Filmjeiben előfordul az anális jelenet, az enyhe szado-mazo, kettős behatolás (DP), de kategorikusan elutasítja a megkötözős (bondage) jeleneteket. Szexualitását tekintve biszexuális, de előnyben részesíti a férfiakkal forgatott jeleneteket. Jelenlegi lakhelye Prága.

## Playboy fotózása
Wicky egyike azon 20 pornószínésznőnek a világon, akik a Playboy magazin címlapján szerepeltek. A 2014. novemberi szám csehországi és szlovákiai kiadásában szerepelt. A fényképek Ausztriában készültek. 2014 júniusa óta modellkedik a Playboy magazinnak.

## Nevének eredete
A Wicky szó az angol wicked szóból származik, aminek jelentése gonosz, ördögi. Az Angel (angyal) pedig a külsejére vonatkozik, amivel azt akarja érzékeltetni, hogy ő egy angyali bőrbe bújt ördög.

## Adatai
- Magassága: 165 cm
- Súlya: 60 kg
- Mellmérete: 75 DD/E

## Filmszerepei
Több mint 1000 filmben és jelenetben szerepelt, a következő ügynökségek révén: Score, Hustler, Rocco Siffredi, Mofos, DDF, Dorcel, David Perry, Brazzers, Kink, Mario Saliery, Evil Angel, 21 sextury, Magma Film, Reality King, Nathan Blake, Joachim Kessef, Frank Thring, Chavier, Legalporn, Culioneros, Roy Alexandre, Silvia Saint, Momxxx, Paradise films, Nutabu, XX-Cel, StockingsVideos, Private (2014).